# التعايش (الأندلس)

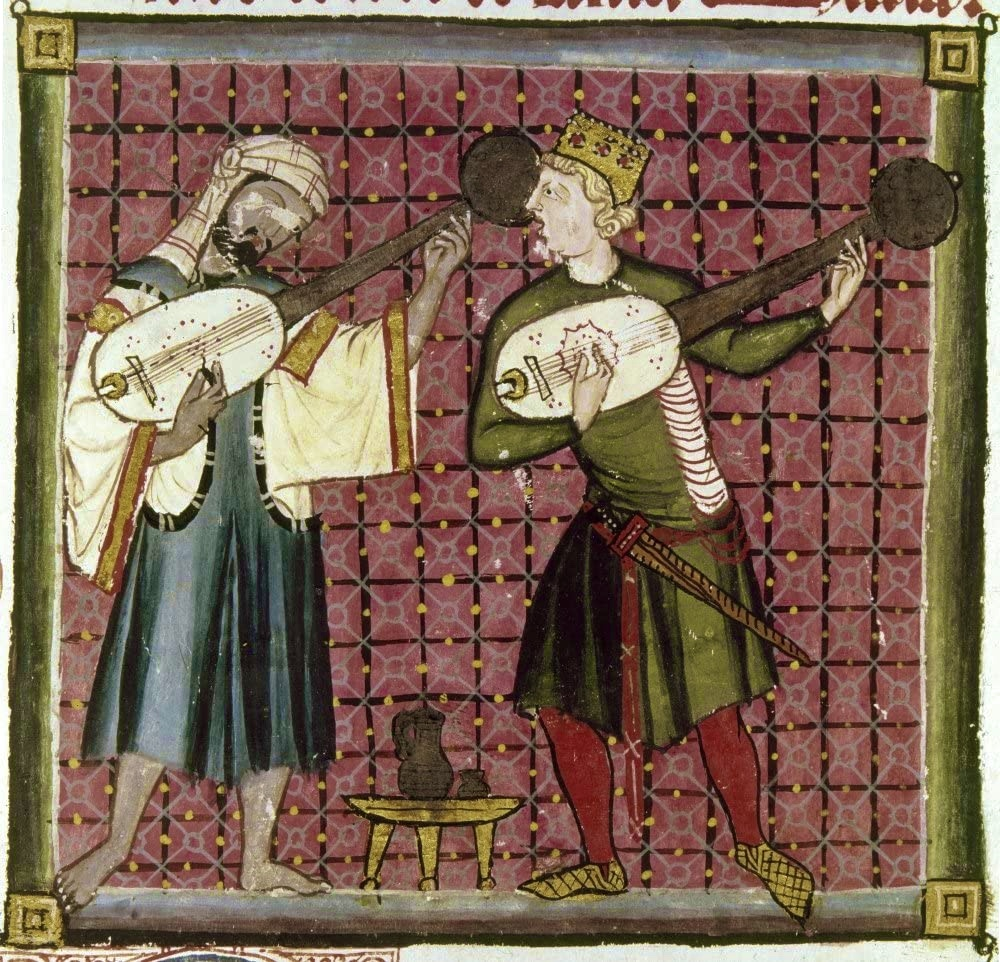

التعايش (بالإسبانية: La Convivencia) هي نظرية أكاديمية فيما يخص حقبة تاريخ شبه الجزيرة الإيبيرية من غزو المسلمين للأندلس في أوائل القرن الثامن إلى سقوط غرناطة وتهجير اليهود في 1492. تفترض نظرية التعايش أن المسلمين والمسيحيين واليهود في الممالك الأندلسية تعايشوا بسلام نسبي. وفق هذا التفسير للتاريخ، هذه الحقبة المتسمة بالتنوع الديني والثقافي والعرقي تختلف عن الحقب التي تلتها في التاريخ الإسباني والبرتغالي عندما صارت الكاثوليكية الديانة الوحيدة في إيبيريا نتيجة للتهجيرات والتحويلات القسرية المفروضة على اليهود والمسلمين.
ولكن الصحة التاريخية لهذا التفسير للانسجام بين الثقافات المفترض تنتقد كـ«أسطورة» فيدعى أنها تعتمد كثيرًا على وثائق غير موثوق بها.  